# Tipula theobromina
Tipula theobromina är en tvåvingeart som beskrevs av Edwards 1920. Tipula theobromina ingår i släktet Tipula och familjen storharkrankar. Inga underarter finns listade i Catalogue of Life.